# Еби Симпсон
Еби Симпсон (енгл. Abbie Simpson) је полу-сестра Хомера Симпсона која живи у Енглеској. Еби је рођена само годину дана после кратке везе Абрахама Сипсона са њеном мајком Едвином. Она никада није званично прихваћена као члан породице нити је ико децидно назвао „Симпсон“.